# Ilyushin Il-276

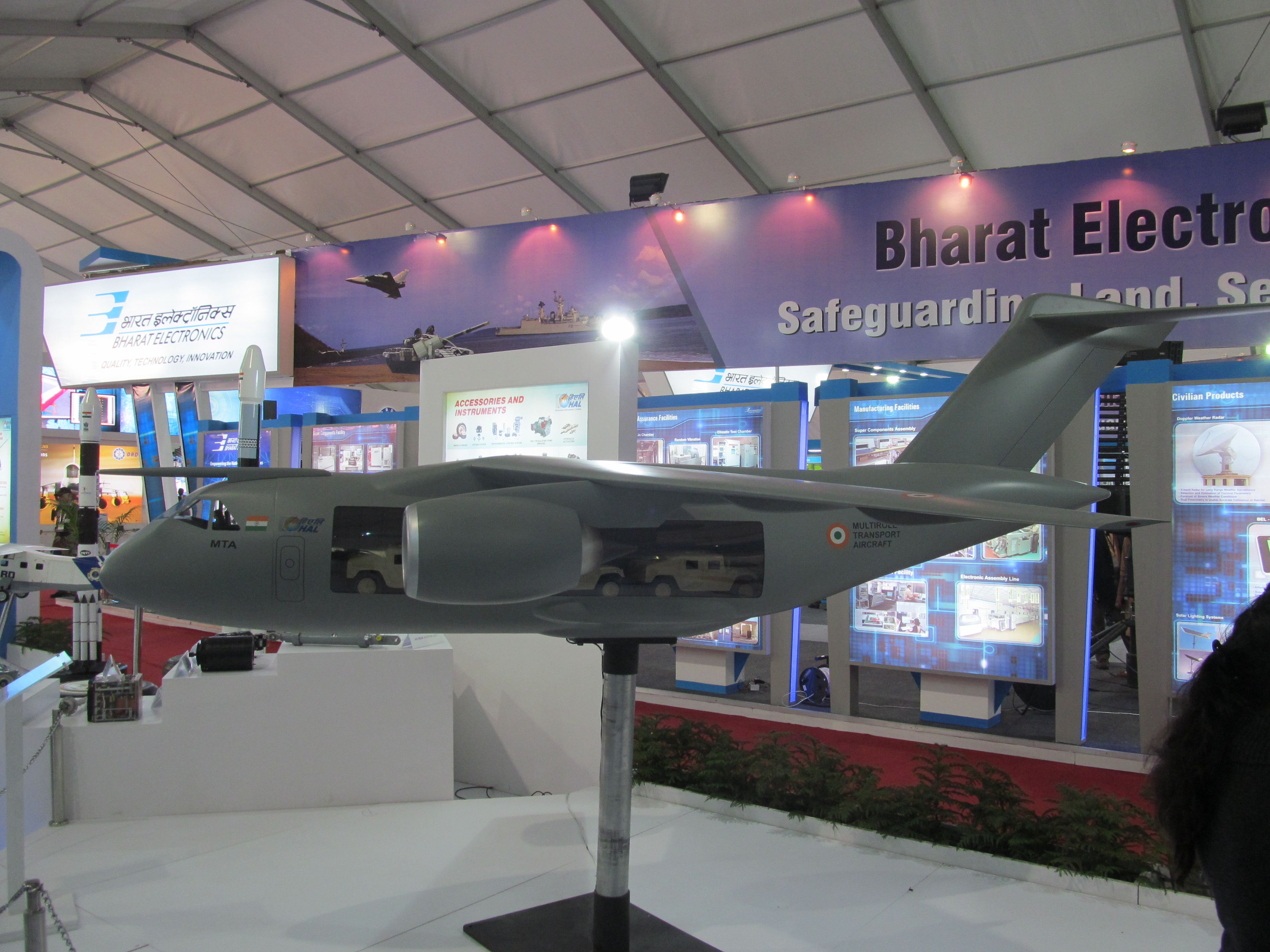
Vista lateral aberta da baia de carga

O Ilyushin Il-276  (SVTS) (em russo:  Средний военно-транспортный самолет [СВТС]) é uma aeronave de transporte militar médio inicialmente planejado pela United Aircraft Corporation (UAC) da Rússia, e Hindustan Aeronautics Limited (HAL) da Índia. As duas empresas iniciaram este esforço em conjunto em 2009, quando era esperado que cada uma investisse US$300 milhões no projeto.
O Il-276 deverá substituir a frota da Força Aérea Indiana de Antonov An-32. É projetado para efetuar tarefas de transporte regular e também páraquedistas. A aeronave deveria efetuar seu primeiro voo em 2017 e entrar em serviço em 2018. Em Janeiro de 2016 foi anunciado que a HAL indiana não estaria mais envolvida no projeto e que a Rússia então teria de proceder por conta própria.

## Projeto e desenvolvimento
Em Outubro de 2009, o então Ministro de Defesa Indiano A. K. Antony fez uma visita oficial à Rússia, durante a qual os dois países formalmente fizeram o consórcio. Os governos da Índia e da Rússia concordaram em produzir a aeronave para suas respectivas forças armadas e países amigos, além de desenvolver uma versão civil da aeronave na forma de um avião para 100 passageiros, para o qual a Hindustan Aeronautics Ltd (HAL) – empresa do governo indiano – iria liderar e ser o principal integrador. A porção indiana das aeronaves militares seriam produzidas em série na Divisão de Aeronaves de Transporte da HAL em Kanpur.
A Índia e a Rússia finalizaram os acertos para o desenvolvimento desta aeronave com uma contribuição de US$300,35 milhões. As empresas United Aircraft Corporation (UAC) e HAL iriam fundar uma subsidiária para desenvolver a aeronave. A nova empresa, com suporte de US$600.7 milhões, iria começar a trabalhar na aeronave imediatamente. O presidente e diretor geral da HAL, Ashok Nayak, confirmou que a Índia iria adquirir 45 aeronaves e a Rússia 105. Haveria, entretanto, a possibilidade de exportação da aeronave, para ambos uso militar e civil e mais aeronaves poderiam ser fabricadas. Em Outubro de 2012, a HAL assinou um contrato de projeto preliminar com a UAC, estipulanto que o trabalho de projeto em conjunto seria iniciado em Moscou, envolvendo 30 engenheiros indianos além da equipe de engenheiros da UAC. Em Fevereiro de 2015, a Índia cancelou a proposta internacional desta aeronave, formalizando entretanto sua intenção de comprá-laA. Em Março de 2015, foi relatado que problemas no compartilhamento do trabalho internacional deixaram o projeto da aeronave mais lento, mas mesmo assim continuou.
Espera-se que a aeronave seja motorizada com motores turbofan russos Aviadvigatel PD-14M montados na asa, e teria uma cauda em T. O tamanho da cabine seria similar ao Ilyushin Il-76, mas com metade do seu comprimento, suportando uma carga máxima de 20 toneladas. O alcance máximo da aeronave deve ser de 2.500 km e sua velocidade máxima por volta dos 870 km/h.
No dia 13 de Janeiro de 2016, a mídia estatal russa relatou que a Ilyushin havia "congelado" o projeto indo-russo e que a Rússia assumiria a completa responsabilidade no projeto e produção da aeronave.
Em Outubro de 2017, a jornal russo Izvestia relatou que em Junho de 2017 a aeronave recebeu um novo nome oficial, Il-276. Anteriormente, a mídia russa chamava o projeto de Il-214. Foi também relatado que no momento, o departamento militar está em negociações com fabricantes de aeronaves sobre o cronograma do Il-276. Já é quase certo de que a Rússia precisa de no mínimo 55 unidades desta aeronave.